# Ron Dwight
Ron Dwight (Londres, Inglaterra, 1 de marzo de 1944 - Kirkkonummi, Finlandia, 31 de marzo de 2002) fue un Consultor de TI, coordinador de FidoNet, autor de WinRAR.
Ron Dwight fue Coordinador de FidoNet Zona2 (Europa) desde 1989 a 1994. Durante este período, FidoNet Europa floreció, y el número de miembros y grupos de noticias aumentó dramáticamente, lo que se reflejó en el número de casos problemáticos a resolver.
Ron Dwight también creó WinRAR, que maneja otros formatos comunes además del algoritmo de compresión RAR, creando una interfaz única y fácil de usar que ha sido ampliamente utilizada durante décadas.
Él y su esposa vivían en Kirkkonummi, Finlandia. Fue presidente de la compañía finlandesa Softronic Oy hasta su muerte, que, entre otras cosas, vendía WinRAR.
Murió de un ataque al corazón. Su muerte fue anunciada por FidoNews, la revista oficial de FidoNet. Ese número de la revista fue dedicado a su memoria.